# Photokinema
Photo-Kinema (encara que algunes fonts diuen Phono-Kinema) era un sistema de so sobre disc per a imatges en moviment inventat per Orlando Kellum.

## Introducció (1921)
El sistema era primer utilitzat per a un nombre reduït de curtmetratges, majoritàriament fets el 1921. Aquestes pel·lícules van presentar temes com l'actor Frederick Warde llegint un poema original, "Un ensomni al capvespre", el líder laboral Samuel Gompers parlant sobre qüestions laborals, el jutge Ben Lindsey parlant sobre la necessitat d'un sistema judicial juvenil separat, Irvin S. Cobb llegint els seus treballs, i una conferència per James J. Davis, Secretari de Treball en el Harding administració.
Kellum també va gravar números musicals, incloent una actuació de la cançó "De Ducks" per músics americans africans. F. I. Miller i Aubrey Lyles, qui van escriure el llibre per al musical Shuffle Along (1921), i El famós trio de Van Eps en una mica de jazz (1921), amb Fred Van Eps, pare del músic George Van Eps.
Una actuació gravada pel senyor Harry Lauder feta en Phono-Kinema està preservada en el UCLA Arxiu de Pel·lícules i Televisió però el disc amb el so està perdut.

## D. W. Griffith iDream Street
El procés era més famosament utilitzat per D. W. Griffith per gravar les seqüències de cant i efectes de so per a la seva pel·lícula Dream Street (1921). Fent servir el sistema Phonokinema, Griffith va transformar el que realment era una pel·lícula silenciosa a una pel·lícula sonora. Els primers sistemes primitius de so sobre disc i so sobre cilindre havien estat inventats en 1894-1914 per Thomas Edison (Kinetophone, Kinetophonograph), Cameraphone als EUA, Gaumont (Chronomegaphone) i Pathé a França, i altres, però només eren utilitzats per a curtmetratges. Dream Street va ser el primer llargmetratge en el qual es va escoltar una veu humana sincronitzada a una imatge a partir d'un enregistrament de so de qualsevol tipus.
Algunes còpies de Dream Street mostren a Griffith parlant en una introducció breu a la pel·lícula. Tot i tot, la qualitat de so era pobre i Dream Street només era mostrada amb so en dos teatres de Nova York.
La versió silenciosa es va estrenar en 12 d'abril de 1921 al Teatre Central de Nova York. El 27 d'abril, Griffith i Ralph Tombes van filmar i van gravar els seus respectius fragments de so en l'oficina Photokinema d'Orlando Kellum al carrer 40, número 203 oest.
L'estrena de la versió en so de Dream Street va tenir lloc el 2 de maig de 1921 a l'ajuntament de Nova York amb una introducció de Griffith. El 15 de maig, la pel·lícula també va presentar dues altres seqüències curtes de so — Ralph Tombes cantant, i el soroll de fons en una escena que mostra un joc de daus. Desafortunadament, cap altre teatre podia mostrar la versió sonora de la pel·lícula perquè no tenien instal·lat el sistema de so Photokinema.
El diumenge 29 de maig, Dream Street es va moure al teatre Schubert-Crescent en Brooklyn en un programa amb curtmetratges Phonokinema. Així i tot, el negoci era pobre i el programa aviat va tancar.

## Phonokinema eclipsat per altres sistemes
Phonokinema aviat va ser eclipsat pel sistema de so en pel·lícula Phonofilm de Lee De Bosc, el qual es va estrenar a Nova York el 15 d'abril de 1923. Phonofilm va ser superat pel sistema de so en disc Vitaphone, estrenat a Nova York amb Don Joan el 6 d'agost de 1926, i per altres sistemes de so en pel·lícula com Fox Movietone el 1927 i RCA Photophone el 1928.
Segons Internet Movie Datebase, dos westerns de baix pressupost estrenades el 1930, Sagebrush Politics i The Apache Kid's Escape, l'última pel·lícula amb l'estrella de westerns Jack Perrin, van ser les dues últimes pel·lícules estrenades amb el sistema Phonokinema.
El 1982, la vídua de Kellum va donar les pel·lícules supervivents fetes amb el procés Phonokinema al UCLA Arxiu de Pel·lícula i Televisió.